# Stephanie Cole
Patricia Stephanie Cole, född 5 oktober 1941 i Solihull i Warwickshire, är en brittisk skådespelare.

## Filmografi (i urval)
- 1978 – Över alla hinder
- 1979 – That Summer
- 1982–1985 – Open All Hours (TV-serie)
- 1992 – Döden ringer på
- 2004–2009 – Doc Martin (TV-serie)
- 2011–2013 – Coronation Street (TV-serie)